# Harry B. Neilson
Pour les articles homonymes, voir Neilson.
Harry B. Neilson né Henry Bingham Neilson  (1861 Birkenhead - 1941 Bidston village) est un illustrateur britannique de livres pour enfants.

## Biographie

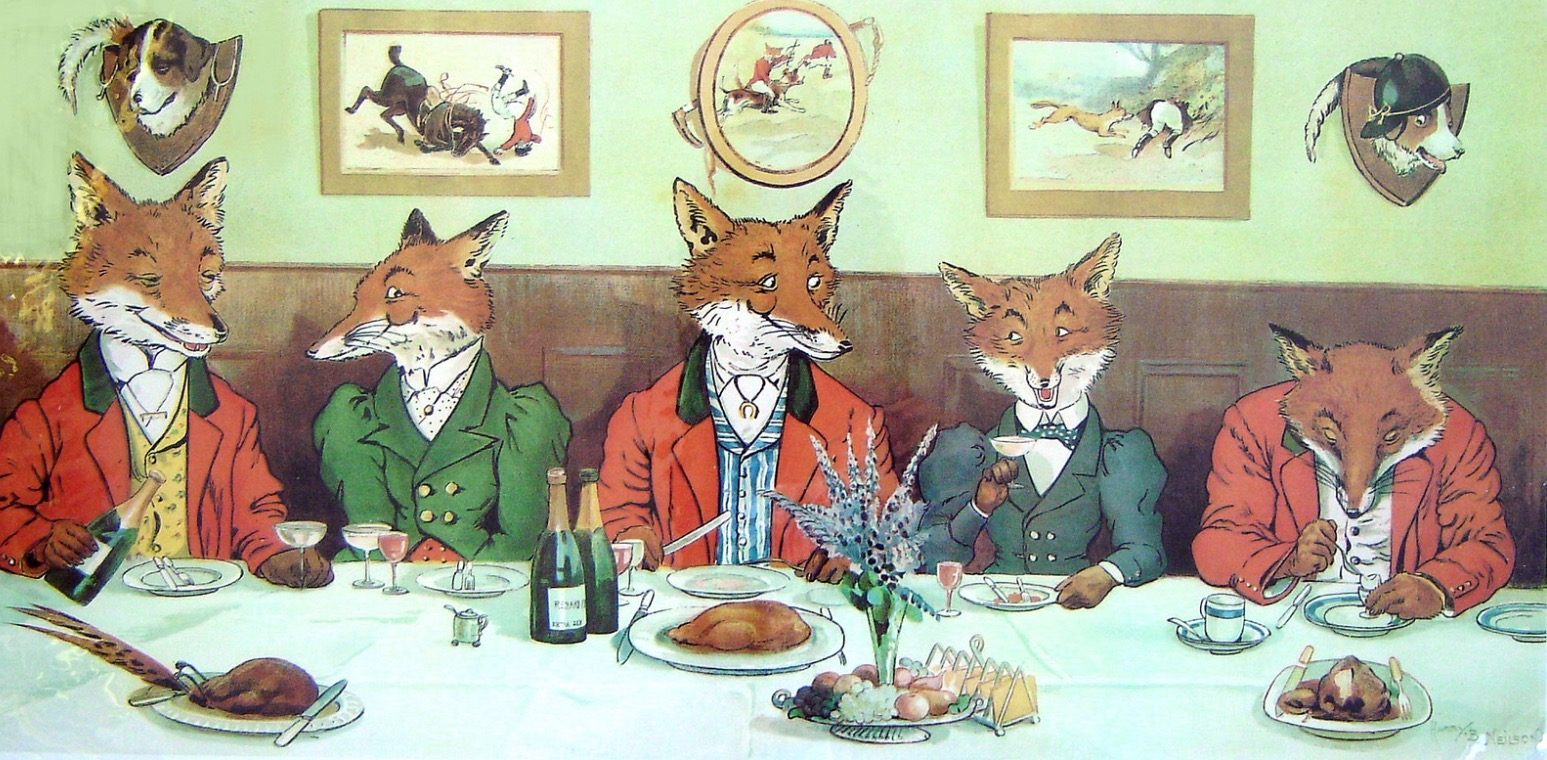
Mr Fox's Hunt Breakfast on Xmas Day (1897)

Vers 18 ans, Harry B. Neilson entre comme apprenti dans une société de Liverpool qu’il quitte en 1884 pour s’embarquer comme électricien sur le  S.S. Noordland, et effectue des traversées transatlantiques jusqu’en 1886.
En 1887, il se rend aux Indes britanniques pour travailler sur la plantation dirigé par un de ses cousins et s’engage dans le régiments des Lanciers du Behar.
De retour en 1903 il s’installe chez sa sœur à Bidston village où il s’intéresse à l'élevage des chevaux et la chasse à courre.
Il se spécialise dans les illustrations comiques d’animaux, devenant une sorte de Benjamin Rabier britannique en concurrence avec son compatriote de la même époque, Louis Wain qui sera connu en France grâce aux livres de Graham Clifton Bingham. Il illustrera  environ une vingtaine de livres pour enfants dessinera des cartes postales mais c’est sa gravure Mr Fox's Hunt Breakfast qui l'a rendu célèbre dans le monde entier. 
Il fut un collaborateur régulier du magazine Little Folks.

## Œuvres
- Mr. Jumbo at Home
- An animal ABC
- Fox's Frolic texte par Sir Francis Burnand
- The careless chicken texte Baron Krakemsides- vers 1900
- Amazing Adventures, texte par Sabine Baring-Gould